# 212.
◄ | 2. stoljeće | 3. stoljeće | 4. stoljeće | ►
◄ | 180-ih | 190-ih | 200-ih | 210-ih | 220-ih | 230-ih | 240-ih | ►
◄◄ | ◄ | 209. | 210. | 211. | 212. | 213. | 214. | 215. | ► | ►►
Astronomija • Književnost • Kršćanstvo

## Događaji
- Car Karakala podijelio rimsko građansko pravo svim slobodnim stanovnicima Rimskog Carstva (Constitutio Antoniniana).
- Cibalae (Vinkovci) je podignuta na rang kolonije.

## Vanjske poveznice
|  | Zajednički poslužitelj ima još gradiva o temi 212. |